# Hans Jacoby
Hans Jacoby (Breslau, 23 d'octubre de 1904 - Zúric, 31 d'octubre de 1963) va ser un guionista i director artístic alemany.
Va treballar com a guionista en el cinema mut durant la república de Weimar. Degut al seu origen jueu fou bandejat en arribar Adolf Hitler al poder el 1933. Durant molts anys es va establir als Estats Units, on va treballar en nombroses produccions de Hollywood. A mitjans de la dècada del 1950 va tornar a Alemanya Occidental, on va treballar en el seu cinema fins a la seva mort.

## Filmografia
- 1926: Mademoiselle Josette, ma femme, de Gaston Ravel
- 1928: Der Henker, de Theodor Sparkuhl i Adolf Trotz
- 1929: Sensation im Wintergarten, de Joe May i Gennaro Righelli
- 1930: Das Land des Lächelns, de Max Reichmann
- 1932: Mädchen zum Heiraten, de Wilhelm Thiele
- 1933: Hände aus dem Dunkel, d'Erich Waschneck
- 1934: Doña Francisquita, d'Hans Behrendt
- 1938: Tarakanova, de Fedor Ozep i Mario Soldati
- 1938: Gibraltar de Fedor Ozep
- 1938: J'étais une aventurière, de Raymond Bernard
- 1939: Sans lendemain, de Max Ophüls
- 1940: I was an adventuress, de Gregory Ratoff
- 1941: Nuit de décembre, de Curtis Bernhardt
- 1942: Between Us Girls), d'Henry Koster
- 1943: Phantom of the Opera, d'Arthur Lubin
- 1943: The Amazing Mrs. Holliday, de Bruce Manning i Jean Renoir (no acreditat)
- 1946: Tars and Spars, d'Alfred E. Green
- 1950: Champagne for Caesar, de Richard Whorf
- 1950: Tarzan and the Slave Girl, de Lee Sholem
- 1951: Sirocco de Curtis Bernhardt
- 1951: Reunion in Reno, de Kurt Neumann
- 1952: Tarzan's Savage Fury, de Cy Endfield
- 1953: Taxi, de Gregory Ratoff
- 1954: Carnival Story, de Kurt Neumann
- 1954: Rummelplatz der Liebe, de Kurt Neumann
- 1954: Bildnis einer Unbekannten, d'Helmut Käutner
- 1954: Stranger from Venus, de Burt Balaban
- 1957: Der tolle Bomberg, de Rolf Thiele
- 1957: Vater sein dagegen sehr, de Kurt Meisel
- 1958: Herz ohne Gnade, de Victor Tourjansky
- 1958: Es geschah am hellichten Tag, de Ladislao Vajda
- 1958: Der Mann, der nicht nein sagen konnte, de Kurt Früth
- 1959: Die Halbzarte, de Rolf Thiele
- 1959: Menschen im Hotel, de Gottfried Reinhardt
- 1959: Das Totenschiff, de Georg Tressler
- 1959: Ein Mann geht durch die Wand, de Ladislao Vajda
- 1960: Der Jugendrichter, de Paul Verhoeven
- 1960: Le Brave Soldat Chvéïk, d'Axel von Ambesser
- 1960: Mit Himbeergeist geht alles besser, de Georg Marischka
- 1960: Das schwarze Schaf, d'Helmut Ashley
- 1961: Der Lügner, de Ladislao Vajda
- 1962: Max, der Taschendieb, d'Imo Moszkowicz
- 1962: Der Arzt von San Michele, de Giorgio Capitani i Rudolf Jugert
- 1962: Straße der Verheißung, d'Imo Moszkowicz
- 1963: Una chica casi formal, de Ladislao Vajda
- 1963: Es war mir ein Vergnügen, d'Imo Moszkowitz